# Prix Denise-Filiatrault
Pour un article plus général, voir Prix du Québec.
Le prix Denise-Filiatrault est l'un des Prix du Québec décerné annuellement par le gouvernement du Québec. Créée en 2021 et nommée en l'honneur de la femme de théâtre Denise Filiatrault, cette récompense est destinée à souligner la carrière d’une personnalité québécoise dans le domaine des arts de la scène.

## Description du prix
La création du prix Denise-Filiatrault a été annoncée le 18 janvier 2021, en même temps que l'appel annuel de candidatures pour les Prix du Québec de l'année 2021,.
Ce prix est attribué à une personnalité, selon la description officielle, « pour sa contribution remarquable au domaine des arts de la scène ». Les métiers reconnus aux fins de l’attribution de ce prix sont notamment la composition, la conception, la création, la direction artistique, la production, la chorégraphie, la dramaturgie, la scénographie, la mise en scène et les techniques de la scène.

## Origine du nom
Cette distinction est nommée en hommage à la comédienne, metteuse en scène, directrice de théâtre et réalisatrice québécoise Denise Filiatrault. 

## Lauréat(e)s
- 2021 : Lorraine Pintal[3]
- 2022 : Madeleine Careau[4],[5]
- 2023 : Ginette Noiseux[6]
- 2024 : Denis Gougeon